# Todd Martin
Todd Christopher Martin, född 8 juli 1970 i Hinsdale, Illinois, USA, är en amerikansk högerhänt tidigare professionell tennisspelare.

## Tenniskarriären
Todd Martin blev professionell spelare på ATP-touren 1990. Han tävlingsspelade på touren till 2004. Under karriären vann han 8 singel- och 5 dubbeltitlar. Som bäst rankades Martin som nummer 4 i singel (september 1999) och som nummer 30 i dubbel (april 1996).
Martins genombrott på ATP-touren kom säsongen 1994. Han nådde då finalen i Grand Slam-turneringen Australiska öppna. Han förlorade finalen mot världsettan Pete Sampras som vann i tre raka set (7-6, 6-4, 6-4). Samma säsong nådde han semifinal i Wimbledonmästerskapen där han förlorade mot Sampras. Han var den ende spelaren i den turneringen som lyckades vinna ett set mot Sampras. Under 1994 vann Martin två tourtitlar i singel, Memphis (finalseger över Brad Gilbert) och London (finalseger över Pete Sampras). 
Bland singeltitlarna märks också två segrar i Sydney (1996 och 1999) och i Stockholm Open (1998, finalseger över Thomas Johansson med 6-3, 6-4, 6-4). Martin nådde finalen i Grand Slam Cup 1995. Han mötte där Goran Ivanišević (Kroatien) som vann med 7-6 6-3 6-4. 
Martin nådde singelfinal i US Open 1999. Han förlorade finalen mot Andre Agassi som vann med siffrorna 6-4, 6-7, 6-7, 6-3, 6-2.
Martin spelade regelbundet i det amerikanska Davis Cup-laget 1994-2002. Han spelade totalt 30 matcher och vann 16 av dessa. Han var medlem av det slutsegrande amerikanska laget 1995.

## Spelaren och personen
Todd Martin tilldelades ATP:s utmärkelse Most Improved Player of Year 1993 och Sportsmanship Award 1993 och 1994. Han var president för ATP:s spelarråd 1995-97 och 1998-99. 
Vid sidan av tennisens spelar Martin golf där han nått elitnivå. Han är också tennistränare i Ponte Vedra Beach.
Gift med Amy sedan 2000. Paret har två söner. 

## Grand Slam-finaler, singel (2)

### Finalförluster (2)
| År   | Mästerskap        | Finalmotståndare | Setsiffror              |
| 1994 | Australiska öppna | Pete Sampras     | 7-6, 6-4, 6-4           |
| 1999 | US Open           | Andre Agassi     | 6-4, 6-7, 6-7, 6-3, 6-2 |